# Thomas Grethlein
Thomas Grethlein (* 5. April 1958 in Nürnberg) ist ein deutscher Philosoph, IT-Manager und ehemaliger Aufsichtsratsvorsitzender des 1. FC Nürnberg.
Der Handwerkersohn Grethlein legte das Abitur am Dürer-Gymnasium Nürnberg ab und studierte Philosophie, Neuere Geschichte und Germanistik in Erlangen, Freiburg und Oxford. 1990 promovierte er über Transzendentalhermeneutik bei Manfred Riedel und arbeitete als Assistent an der Universität Erlangen. Als Riedel an die Universität Jena bzw. Universität Halle-Wittenberg ging, stellte er die Lehre als Philosoph ein und verzichtete auf die Habilitation.
Nachdem er von 1998 bis 2008 die IT-Firma Mediendesign aufgebaut und geführt hatte, wurde er Personalleiter für 5.000 Mitarbeiter beim Universitätsklinikum Jena, dem größten Arbeitgeber in Thüringen. Nach Nürnberg zurückgekehrt, wurde er als Unternehmer tätig und begleitet eine kleine AG als Aufsichtsrat. Beim 1. FC Nürnberg spielte er selbst in der Jugend, von 2014 bis 2023 war er Mitglied und Vorsitzender im Aufsichtsrat. Er musste einen Sanierungskurs durchsetzen, der 2020 fast zum Abstieg in die 3. Liga geführt hätte.

## Schriften
- Thomas Grethlein: Reservate der Geltung: Untersuchungen zum Verhältnis von Transzendentalphilosophie zu Hermeneutik und Pragmatik (= Epistemata Reihe Philosophie. Nr. 131). Königshausen und Neumann, Würzburg 1993, ISBN 978-3-88479-792-1.
- mit Heinrich Leitner: Inmitten der Zeit. Beiträge zur europäischen Gegenwartsphilosophie. Festschrift für Manfred Riedel, Würzburg 1996, ISBN 978-3-8260-1175-7.

## Einzelbelege
1. ↑  Wer braucht Philosophie? Vom Nutzen des Hinterfragens in Wissenschaft und Alltag. In: Bertha von Suttner-Studienwerk. Abgerufen am 2. März 2024.
2. ↑  http://board-academy.com/wp-content/uploads/2020/07/Dr.-Thomas-Grethlein.pdf
3. ↑  Süddeutsche Zeitung: Grethlein nicht mehr Nürnberger Aufsichtsrat. 24. November 2023, abgerufen am 2. März 2024.

| Personendaten    | Personendaten                                                        |
| ---------------- | -------------------------------------------------------------------- |
| NAME             | Grethlein, Thomas                                                    |
| KURZBESCHREIBUNG | deutscher Philosoph und Aufsichtsratsvorsitzender des 1. FC Nürnberg |
| GEBURTSDATUM     | 5. April 1958                                                        |
| GEBURTSORT       | Nürnberg                                                             |